# Jeleznik, Kărdjali
Jeleznik (în bulgară Железник) este un sat în comuna Cernoocene, regiunea Kărdjali,  Bulgaria. 

## Demografie
Componența etnică a satului Jeleznik
     Turci (99,19%)
     Nicio identificare (0,8%)
     Altele (0%)
La recensământul din 2011, populația satului Jeleznik era de 249 locuitori. Din punct de vedere etnic, majoritatea locuitorilor (99,19%) erau turci. Pentru 0,8% din locuitori nu este cunoscută apartenența etnică.